# Psychotria colorata
Psychotria colorata là một loài thực vật có hoa trong họ Thiến thảo. Loài này được (Willd. ex Schult.) Müll.Arg. miêu tả khoa học đầu tiên năm 1881.